# Gnathia cerina
Gnathia cerina är en kräftdjursart som först beskrevs av William Stimpson 1853.  Gnathia cerina ingår i släktet Gnathia och familjen Gnathiidae. Inga underarter finns listade i Catalogue of Life.